# Autonomie provinciale
L'autonomie provinciale est en politique canadienne, une idéologie qui prône une plus grande place des provinces dans l'administration du Canada. Elle peut prôner l'attribution de pouvoirs plus importants dans le partage des compétences ou le respect par le gouvernement fédéral du partage existant des pouvoirs.

## Par province
Au gré de l'histoire, certaines provinces ont prôné une autonomie provinciale.

### Alberta
L'Alberta a adopté la Alberta Sovereignty Within a United Canada Act en 2022 pour s'opposer à toute loi fédérale qui nuirait aux intérêts de l'Alberta.

### Ontario
À la fin du XIXe siècle, le premier ministre ontarien Oliver Mowat a mené une longue série de batailles judiciaires contre les tendances centralisatrices du gouvernement fédéral. L'arrêt Citizens Insurance Co of Canada c. Parsons du Comité judiciaire du Conseil privé est un exemple d'une de ces batailles judiciaires.

### Québec
Historiquement, le Québec a été un défenseur important de l'autonomie provinciale. Les historiens relèvent notamment les batailles menées par Maurice Duplessis pour éviter que les transferts fédéraux en éducation et en santé n'entraînent un contrôle fédéral sur les systèmes de santé et d'éducation du Québec.